# メディアミックス
メディアミックス（media mix）は広告用語で、商品を広告・CMする際に特性の異なる複数のメディアを組み合わせることにより、各メディア間の補完と相乗効果によって認知度を高め購入意向を喚起する手法。また、そこから転じたマーケティング用語で、特に小説や映画、漫画やアニメ、コンピュータゲームの分野において特定の娯楽商品（商業作品）が一定の市場を持ったり、あるいは持つことが期待されるとき、元の商品から派生した商品を幾種類の娯楽メディアを通して多数製作することでファンサービスと商品販促を拡充する手法を指す。
キャラクターなどの著作権を始めとする知的財産（IP）を企業やメディアの垣根を超えて扱うという性質から、メディアミックスによる作品は業界用語でIPコンテンツないしはIPものなどと呼ばれている。メディアミックスは和製英語であり、北米などではIPを他の企業やメディアにフランチャイズするという意味でメディア・フランチャイズ（media franchise）やマルチメディア・フランチャイズ（multimedia franchise）と称される。

## 広告

### 起源
語の起源としてはメディアは「媒体」からミックスは「プロモーションミックス」からとられている。広告が効果を発揮するには3回の接触が必要、1人につき3回の広告接触頻度で十分とする大木克幸の「スリーヒッツ理論」を発展させた考えを基礎理論として、複数の異種媒体を用いてそれに合わせた最適な広告手段を計画すること。決められた広告費用で最大の広告効果を得ることが目的となる。

## マーケティング

### 歴史

#### 日本でのメディアミックス
日本では、1973年に小松左京の小説『日本沈没』の刊行直後から間髪を入れずに映画、ラジオドラマ、テレビドラマ等様々な形態で相次いで制作され、それらが相乗効果を生んでベストセラーとなったケースが大規模メディアミックスの嚆矢といえるが、代表的な成功例として挙げられるのは、その後角川書店が1970年代後半に自社発行書籍（小説作品）の映画化を行い、その原作作品を映画イメージと連動させた新装カバーを付けて売り込み業績を伸ばしたことで「メディアミックス」という言葉と共に注目された広告手法である。これらの手法は当時、角川商法などと呼ばれたが、角川は出版という宣伝メディアを持っていたため、大規模な広告展開が出来た。現在でも角川書店とその関連会社（アスキー・メディアワークス、富士見書房など）は「日本のメディアミックス商業展開の元祖的存在」として取り上げられることが多い。ただし、自社の書籍を映画化するという手法は徳間書店がそれよりも早く試みており、こちらを元祖だとする見方もある。
メディアミックスのような事例は日本でも昔からあり、例えば『月形半平太』などの作者行友李風が小説「修羅八荒」を大正14年（1925年）10月27日から、大正15年（1926年）8月12日まで大阪・東京朝日新聞で250回連載したが、連載終了前に松竹蒲田、日活、マキノ映画が参戦した三社による映画の競作が行われ、さらにラジオ劇、レコード化、浪曲化、舞台劇にも連載終了前に波及した。昭和3年（1928年）から昭和4年（1929年）には文学者の菊池寛が、自作の小説『東京行進曲』を、溝口健二監督で29年に映画化（映画自体は興行的に失敗）し、舞台化と主題歌のレコード化を共にヒットさせた。大正から昭和の戦前期はこうしたケースも珍しくなかったといわれる。
1970年代前半には、当時の岡田茂東映社長が、日本映画の将来の見通しが暗かったことから、経営多角化の一つとして、1973年に出版事業に乗り出し、黒崎出版と提携して『テレビランド』を創刊したり、徳間書店社長・徳間康快と組んで『アサヒ芸能』と原作を連動させ、映画『山口組三代目』を製作したり、成人向け劇画雑誌『コミック&コミック』を創刊したことがあり、この『コミック&コミック』で岡田と徳間が構想した目玉企画が、東映の映画監督が原作を担当した劇画作品を雑誌に連載した後、映画化するというもので、この雑誌で連載された鈴木則文監督の『聖獣学園』が映画化された。当時『アサヒ芸能』の特集部に在籍した鈴木敏夫は『コミック&コミック』で、東映の気難しい監督たちと若手劇画家を繋ぐ調整役だったといわれる。大塚英志は「映画と劇画を平然と往復しようとする大胆な感覚は、以降のスマートなメディアミックスを先取りしており野心的。岡田茂と徳間康快という二人の怪物による"劇画"と"映画"という『コミック&コミック』の近さは、やはり『ナウシカ』における"まんが"から"映画"への近さの問題と地続きだと私には思える」などと論じている。
1970年代後半には、自主映画、CMディレクター出身の大林宣彦が東宝で映画『HOUSE』を撮ろうとして、企画としては1975年に東宝の会議を通ったものの、撮影所の助監督経験のない大林が監督することに、当時の東宝の助監督たちが猛反対し、その後2年の間、映画製作は始まらず。この事態に業を煮やした大林は「『HOUSE』映画化を実験するキャンペーン」と銘打って、映画製作より先に『HOUSE』ブームを起こしてやろうと積極的にメディアに露出したり、『HOUSE』をラジオドラマにしたり、コミック化、ノベライズなど、大林主導で「メディアミックス」を仕掛けていき、これらが功を奏して知名度が上がって話題となり、東宝も企画を進めざるを得なくなって、2年後の1977年にようやく本体の映画化が決まったことがあった。既存の映画界とは別のところで仕事をしていた大林と角川春樹は、ほぼ同時期にそれぞれの方法で「メディアミックス」を仕掛けていた。これを「メディアミックス」の先駆と評価する見方もある。大林の「メディアミックス」の成功は、助監督経験のない、撮影所育ちでない映画監督の出現という映画界に新しい流れを生み出している。大林と角川が「メディアミックス」のヒントを得たのは、ともに1970年のアメリカ映画『ある愛の詩』である。なお『ある愛の詩』を手掛け、当時はパラマウント映画の製作担当副社長だったロバート・エヴァンスは、1968年にロマン・ポランスキー監督の『ローズマリーの赤ちゃん』で、既にメディアミックスの手法を用いている。角川による「メディアミックス」はそうした日本に於ける前例をヒントにしたものではなく、当時の外国映画のヒット手法を真似たものである。角川が『犬神家の一族』を製作中の『報知新聞』1976年8月23日付に「最近の欧米のヒット映画では原作、映画、テーマ音楽が三位一体での用例となってブームを作る例が増えているが、日本ではまだまだの現状。角川プロデューサーは『だからその三つをより密接にドッキングさせ大ブームを狙う』と話す」と書かれた記事が載る。
1980年代には月刊少年キャプテン（徳間書店）、月刊コミックコンプ（角川書店）、月刊コミックNORA（学習研究社）などのいわゆるマイナー系の漫画雑誌が登場し、やがてメディアミックス企画の漫画を多数連載することになる。

#### 近年のメディアミックス
近年は、元々一つのメディアでしか表現されていなかった作品（原作）を、小説、漫画、アニメ、ゲーム（コンピュータゲーム）、音楽CD、テレビドラマ、映画、タレント、トレーディングカード、プラモデルなど、複数メディアを通じて展開するビジネスモデルを指して、「メディアミックス」と呼ばれるのが一般的である。
従来のビジネスモデルであったキャラクター、小道具、施設など、作品内に登場する物をモチーフとした商品の販売、いわゆるグッズ戦略が、あくまで作品要素を模写・抽出した製品の製造と販売によって当該作品の経済効果を受容する戦略であったのに対し、メディアミックスの売買対象は厳密にいえば作品そのものであり、いわゆる副次的なものではあるが創作物そのものを商品として経済効果を吸収する媒体とした点に大きな相違がある。その結果、創作活動の多軸化によって創作物の量産を可能にし、そして何より従来路線にはなかった爆発的な市場開拓力を持ち、認知性（知名度）の拡大、支持層の開拓、「商品」展開によるさらなるブーム刺激と、それによるブームの長期化・持続化の効果をもあわせ持つに至った。
この「商品」展開による過熱化効果は、規模が大きいものだとその重複効果が倍加され社会現象規模のブームをも産み出す可能性を持つ（例：『新世紀エヴァンゲリオン』など）とも云える。
1990年代、角川書店は『スレイヤーズ』シリーズにおいて、小説、漫画、アニメ、映画、ゲーム、イベントなどをほぼ同時進行させ、常にいずれかのメディアで商品を提供し続ける手法で、同タイトル作品の長期的な人気の持続に成功した。そして同時期に大ヒットした『新世紀エヴァンゲリオン』における製作委員会方式の確立によって角川書店のメディアミックスは大成功を収める。
また最近では、TV局方面での映画・ドラマのメディアミックス化が活発となっている。漫画のドラマ化・映画化が一般的になり始め、さらに逆にある程度TV放送で視聴率のとれたドラマなどを漫画連載化するという形での進出も試み始められている。

### メディアミックスの問題

#### 費用対効果の低下
2000年代中半以降、大手・中堅出版社から刊行されたり、テレビ系メディアやプロダクションが企画した若者世代向けのフィクション作品の多くが「何らかのメディアミックス展開」を導入している状況がある。現在では2ジャンル程度のメディアミックス展開がなされている作品はごくありふれたものであり、その程度の規模で大衆の格別の関心を引くことはもはや不可能に近い。
そのため、メディアミックスの展開自体も手間やコスト負担が増す傾向にあり、従来型のメディアミックスというそれ自体の費用対効果に対しても疑問を持つ企業が出てきており、「新たなメディア展開」を考えるべき時期にさしかかっている。

#### 予算の厳しさ
2000年代以降の大半のメディアミックス作品では、製作委員会方式を利用した出資・制作・収益確保のシステムが構築されている。そのため、利点・問題点については制作委員会方式のそれと多くは共通しており、資金面で見た場合には、出資した各企業が利益を上げる、裏を返せば赤字を出さないことが、作品が成功したと判定されるための絶対条件となる。その一方で、出資者側の都合などにより、テレビアニメなどを従来型システムの作品よりも遥かに低予算で制作する必要に迫られることも少なくない。これにより、資金面でいえば収益の管理の他に、制作初期の段階から予算管理が極めてシビアなものになることが見られる。
それらは、アニメ作品などでは予算超過への懸念から制作スタッフが作画、特に枚数を要するアクションシーンなどで大幅な方針転換を余儀なくされたり、バンクシステムの過剰な多用に追い込まれる、あるいは当初予定していた高い実力と知名度を持つスタッフが起用できないなどといった事態が発生する要因となっている。また、アニメ・声優業界の歴史的経緯や「ランク制」などの業界内部の制度面の事情もあって、声優のギャラなどのコストカットは脇役・端役であろうとも極めて困難であり、結局はそれらのしわ寄せが最終的に作画部門などに集まってしまうことが多く、作画・動画の実制作の現場でコストカットを突き詰め過ぎた結果、品質管理がままならなくなり、最終的に海外のプロダクションに下請けに出していた部分や予算の都合からスタッフの「穴」を埋められなかった部分などで品質面の破綻が起きてしまう、作画監督などのポストに責任を負える力量の人物を配置できずに『アラン・スミシー』的な架空名義が発生してしまう、などの異常な事態にも繋がってくることになる。

#### 著作権管理の壁
日本の製作委員会方式による著作権管理は大変に厳格なものとなっており、近年の世界でブームとなっている「日本のアニメ・漫画」を利用・訳案した映画作品を制作したいハリウッドなどから不満が出ている。

#### 同一クリエイターの複数名義展開
1990年代には、作品の横方向展開に留まらず、クリエイターそのものがチャネルを分散させることも、メディアミックスを象徴する風潮であったが、これは現在にも時折見られることがある。
わかりやすい例ではアニメーターと漫画化担当者の間において、表現・画風は同一でありながらメディア毎に異なる名義を用いるケースがある。単一の人物が複数名義を駆使して複数の人物を演出するケース以外にも、単一スタジオでの分業制でメイン担当者の名義としたり、税金対策を目的に複数名義を駆使したりと、作品・クリエイター毎に事情は異なるが、メディアミックスという言葉が連想させる象徴的な創作スタイルである。
こうした結果、特定のクリエイターのファンとなり、その仕事についての追跡を極めようとする場合においても、混乱を招くことがあった。単一の原作・企画から複数のメディアで展開された版権物に携わる人物についても、「キャラクターデザイナーAと漫画家Bは同一人物であるか否か」「イラストレーターCと漫画家Dが同一人物であるか」などを見極める余地も無いまま、継続的かつハイペースで増加していくさまざまな関連商品を、混乱しながら片っ端から購買することを迫られ、経済的負担とともにストレスが高まり疲弊していった。

#### 作品の内容

##### 難解なプロット・設定・ネタ
視聴者が原作や他メディアの派生作品にも同時並行的に目を通すことを前提として、複雑なプロットや多すぎる設定を盛り込み過ぎた結果、メディアミックス作品については原作の設定を活かしきれず、プロットは説明不足かつ詰め込み過剰で、派生作品を精読せずに本編単体を見ただけではストーリーや主要キャラクターの関係さえもよく理解できないという、本末転倒の結果になることがある。
また、特にアニメにおいては、造詣の深いアニメファン・出演声優に対するファン・制作プロダクションの固定ファンなどを取り込むことを目的に、主要なスタッフが過去に携わった他作品や出演声優にまつわる話題などの楽屋落ち的な小ネタを随所に織り込むなど、「アニメファンと比較して原作ファンを軽視している作品内容」と言われても反論ができない様な作品は、ギャグ作品はもとよりシリアス系の作品ですら決して珍しいものではない。極端な場合、アニメに対する興味が普段は比較的薄い原作ファンが見たところで全く理解のできない（ギャグ・パロディにしても何が面白いのかがわからない）小ネタが頻出するような作品もあり、この様な作品では結局は原作ファンが取り残されることになってしまう。

##### 原作作品との乖離
メディアミックスでは多すぎる設定の詰め込みという問題とは逆の問題も起き得る。
連載が順調にスタートした人気作家の作品や、読者アンケートの高評価を背景にシリーズ化の展開が決定した作品においては、作品のスタート開始からわずか数ヶ月の短期間でメディアミックス展開が決定するものが珍しくない。さらには、原作の作家・クリエイターが持つ高い人気・ファンへの訴求力を利用することを前提とした作品や、アニメ業界やテレビゲームソフトのメーカーなどとの強いコネクションを持つ人物・企画スタジオが原作を手掛ける作品などでは、まず最初に複数のメディアミックス作品をほぼ同時にスタートさせることを前提とした企画が立案されて、この企画が出版社や映像会社などへ持ち込まれるという順序のものや、出版社が企画を立ち上げるにしても、出版の企画立ち上げとほぼ同時に何らかのメディアミックス展開の実施が決定するものが見られる。
このような作品の場合、物語や各種設定の蓄積が原作作品とその作者側でもまだ不足している状態で、関連作品の制作が行われることになる。その結果、関連作品は製作開始時点での原作の雰囲気にすり合わせても独自性の高いものが中心となるが、結果として物語が進行していく内に原作との間で作品内容に乖離が発生し、主要キャラクターの能力や設定を巡って大きな矛盾が発生してしまうこともある。また、原作作品が長期シリーズとなった場合、物語の進展や変化に伴って、結果的に性格・雰囲気・主旨が全く異なる作品となってしまうこともある。
これらの結果として、一定期間を空けて再度のメディアミックス展開を行おうとした場合、以前のメディアミックス作品との整合性が付けられなくなってしまうことがある。そのため、場合によってはメディアミックス作品側の計画している内容に原作側をすり合わさせるという主従転倒の事態が起きたり、以前のメディアミックスで製作された関連作品を「全てなかったこと」として扱わなければならなくなる羽目におちいることもある。

##### その他
これらの問題の他、経済効果の期待値が最大となる作品人気の「旬」(売り時)を逃さないよう、有力な出資者が現場の実情を無視して設定した強引なスケジュールや納期の設定なども要因となって、品質面・内容面で重大な問題を抱えた作品となってしまい、結局は原作作品の販売促進という意味でまるで役に立たなかったり、メディアミックス作品から入ったファンに無用の誤解を与えてしまう。さらにひどければ、品質面・作品内容の破綻だけが話題になってしまうなど、メディアミックスとしては本末転倒の結果と低評価に終わってしまう企画は、アニメ・映画・テレビゲームなど、ジャンルを問わず少なからず見られる。
出版社ではメディアミックスを意識し、原作者以外が扱っても面白くなるキャラクターを要求するようになっている。曽山一寿は自作の『絶体絶命でんぢゃらすじーさん』のアニメの出来に満足していたが、当時の担当者は本作は曽山でなければ面白くできない作品であり、原作を読んでいない視聴者を取り込む必要があるメディアミックスに向いていないと評価した。曽山は「（アニメスタッフなど原作者以外の）誰が扱っても面白くなるキャラクター」を目指して『みかくにん ゆーほーくん』の連載を始め一定の人気を得たが掲載しの主力にはなれなかったことから、このアドバイスを忘れ漫画の面白さに集中することにしたという。その後に『絶体絶命でんぢゃらすじーさん』を幼少期に見ていたアニメスタッフにより再度アニメ化を果たした。

### メディアミックス例

#### 漫画が原作
基本的にはアニメ作品を基にメディアミックスがなされる数珠繋ぎ戦略が一般的である。なお、漫画から直接実写作品化が認められている出版社やジャンルもあることはあるが、アニメ作品を作ってから実写作品を作らなければいけない事例もサブカルチャー系の出版社や少年漫画作品を中心に存在するので、同じ会社によってテレビアニメと実写映画の同時展開がなされる抱き合わせ製作が用いられることもある。漫画雑誌によっては、アニメ化しか認められていない事例もあるので、掲載誌をウェブコミック配信サイトなどの名義に変更することで実写作品が作られている例も存在する。
鉄腕アトム
同名の漫画を特撮ドラマ化、テレビアニメ化（第1作・第2作・第3作）、CGアニメ映画化された。アニメ第1作は、「日本初の1話あたり30分の連続テレビアニメ」といわれることが多い。公式アレンジ作品として、『PLUTO』や『アトム ザ・ビギニング』がある。詳しくは該当項目を参照。
サブマリン707
プラモ化による展開が漫画の人気を後押ししたという、後年の『機動戦士ガンダム』に先駆けた成功例である。当時非常に高い人気を誇り、ソノシートでイメージソングも発売されたが、アニメ化自体は頓挫している。
まんが日本史
小学館の『少年少女日本の歴史シリーズ』をアニメ化したもので、絵面こそ原作と異なるため、企画・協力扱い。児童向け学習漫画を原作としたアニメ作品は珍しい方である。
KAIKANフレーズ
漫画『快感♥フレーズ』をアニメ化、作中のロックバンド「Λucifer」が実際にデビューし話題になった。
釣りバカ日誌
実写映画シリーズが約20年に渡って制作され、テレビアニメ化、実写ドラマ化もされた。
遊☆戯☆王
同名の漫画をテレビアニメ化。また、作中で登場したカードゲームを中心として、実際にカード化やゲーム化なども展開されると、再びアニメ化。特にトレーディングカードのヒットは国内だけでなく、海外でも展開された。これらは後継作品にも引き継がれている。
ぼんちくん
1999年から都城都市圏を中心に展開しているフリーペーパー漫画で、それ以前は宮崎自動車道都城北バスストップ近辺の有料駐車場における店舗名で活用される程度に留まったが、その主人公の諸県ぼんちが登場15周年にあたる2014年5月から都城市の直属公認マスコットにされたのを期に立体化（着ぐるみ）され、「都城市PRキャラクター兼PR部長 ぼんちくん」の肩書きが付かれた。一般的なゆるキャラは原案が存在しないものが殆どだが、映像媒体化せず、局地的に支持される漫画のキャラクターをゆるキャラにまで発展される事例は珍しい方とされている。
テニスの王子様
テレビアニメ版におけるメディアミックスの一部としてミュージカル版も展開され、「テニミュ」の愛称が公式に浸透するほどとなり、全世界の若年女性を中心にヒットし、2.5次元ミュージカルの原点となった。原作ストックが尽きる程シリーズ化されたため、必然的に続編である『新テニスの王子様』もテレビアニメ版と同時進行でミュージカル化（愛称は「新テニミュ」）されることになった。

#### アニメが原作
漫画化・ゲーム化・映画化・ノベライズなど。アニメの場合、原作者が個人（自然人）名義でクレジットされることはほとんどなく、合同のペンネーム（擬人名称）か法人名義（アニメ制作会社など）か製作委員会のチーム名でクレジットされることが多い。これは著作権登録の際、法人名義が認められず、個人名義でなければならない時期があった頃の名残として残されていることに起因する。
宇宙戦艦ヤマト
後年のアニメ作品等において多大な与えたメディアミックスの先駆け的な存在。主に漫画、ライトノベル、ラジオドラマ、実写映画化、リメイク等数多く展開されている。
天地無用! シリーズ
OVA『天地無用! 魎皇鬼』を基にテレビアニメ化、ノベライズなど多数。スピンオフ作品も存在。

#### テレビドラマが原作
男はつらいよ
世間的には松竹の手によって山田洋次監督の基に製作された日本映画シリーズのイメージが強いが、厳密には1968年 - 1969年にかけてフジテレビで放送されたテレビドラマを基に、終了同年の1969年 - 1995年にかけて映画化されたもの。原作の頃から主演を務めた渥美清（車寅次郎・寅さん）のライフワークとして知られる。
シリーズ終了後の1997年と2019年には外伝も製作された。
牙狼シリーズ
2005年に放送され、製作委員会主導の体制やビデオグラム版の販売を重視した戦略など、深夜アニメと同じ手法を採用した深夜特撮作品の『牙狼<GARO>』が原作。それ以前はマイナー作品だったが、2008年にリリースしたパチンコ機種である『CR牙狼』が販売元で中小パチンコメーカーに過ぎなかったサンセイアールアンドディの予想を多く上回る程の売上を記録したのを境にメディアミックスに積極的となる。
そのため、主な収益源がサンセイによるパチンコ・パチスロ機種と、メディアミックス作品にしては珍しいパターンであり、それ以降に製作した原作シリーズのドラマや映画にもサンセイ自身が製作委員会に参加するようになり、作品が作られる度にパチンコ機種が必ず作られている。サンセイ自体も原作の著作権を管理しているため、外部版権をマスコットとしている企業でもある。
めんたいぴりり
2013年に製作・放送されたテレビ西日本（TNC）開局55周年記念のスペシャルドラマが基で、朝鮮・慶尚南道釜山府在住時代から1970年代までにおける川原俊夫の人生を基にしたフィクション作品。開局周年記念番組としての性質上、TNCとの関わりが深いタレントが多数出演しているのが特徴である。
特に戦後のふくのや創業期以降が好評で、原作のそれ以降を描いたパートの分割再放送を皮切りに、それを舞台にノベライズ、続編（『めんたいぴりり2』）、映画化、舞台化がなされた。
劇中企業のふくのやも一社提供スポンサーでもある株式会社ふくや自体がTNCの名称利用許諾を得て同社によって商標登録されており、辛子明太子の卸ブランドとして利用されている。
GRIDMAN UNIVERSE
1993年から1994年に放送された特撮テレビドラマである『電光超人グリッドマン』を原案としたアニメ三部作。第1作である『SSSS.GRIDMAN』が成功したことに担を発したプロジェクトで、これらの一環で原作そのものがTOKYO MXやBS11でも放送されていた。

#### バラエティ番組が原作
筋肉番付
TBS系列で1995年から2002年まで放送されたもので、3年後の1998年から打ち切りまでKONAMIがメインスポンサーとなっていたため、それ以降から同社のグループのみでメディアミックスが開始された。
フィクション以外のテレビ番組で最も多くの展開がなされた珍しいパターンの作品であり、大半の部門で同番組とタイアップされ尽くしているので、その当時のコナミグループにおける主力外部版権となっていた。コナミデジタルエンタテインメントにあたる部門からコンピュータゲームをメインに、電子ゲーム、トレーディングカード、玩具が、コナミアミューズメントにあたる部門から子供向けメダルゲームが出ていた。同番組のテーマソングもコナミ所属のアーティストを起用していたり、パチンコ版（CR筋肉番付）もKPEの演出開発のもと提携先のニューギンから発売されていたりしていた。
run for money 逃走中
ゲーム化、テレビアニメ化、児童文学化、漫画化など。単発特番に落ち着いてはいるものの、年末年始特別編成の定番となるほど長期放送が功を奏したこともあり、児童層をターゲットとした上での他媒体展開がなされている。
2024年には映画化もなされ、バラエティ番組の映画作品は2016年の『ローカル路線バス乗り継ぎの旅』（テレビ東京、アスミック・エース）以来となった。テレビアニメ版の制作（東映アニメーション）がきっかけで築いた東映系での配給となる。

#### ゲームが原作
映画化・アニメ化・漫画化・ノベライズなど、特に21世紀以降はハリウッドで映画化される展開が多い。
アイドルマスターシリーズ
アーケード用シミュレーションゲーム『THE IDOLM@STER』としてナムコ（後のバンダイナムコエンターテインメント）が2005年7月26日に稼働を開始したアイドルプロデュース体験ゲーム。アイドルキャラクターを演じる声優によるライブイベント、CD、ドラマCD、漫画、小説などの様々な展開を広げている。他コンテンツとの積極的なコラボレーションや、ブラウザゲーム、ゲームアプリの展開もあり、2017年には韓国で実写ドラマ化もされた。
スーパーマリオブラザーズ
アニメ映画『スーパーマリオブラザーズ ピーチ姫救出大作戦!』として1986年7月20日に公開された（後述のテレビアニメ『Bugってハニー』の放送開始より2か月半ほど先）。設定等は原作からアレンジされている。同日には『RUNNING BOY スター・ソルジャーの秘密』も公開されているが、こちらは「ゲームソフト『スターソルジャー』を開発する人々の話」になっている。1993年に実写映画『スーパーマリオ 魔界帝国の女神』が公開された。
Bugってハニー
『高橋名人の冒険島（ハドソン）』の設定をベースにしたアニメ作品で「テレビゲームを原作としたテレビアニメ作品」としては元祖的存在。同じゲーム製作会社の様々な別作品からもキャラ、設定、音楽等を持ち込んでいる。当時のファミリーコンピュータブーム、高橋名人ブームの影響もあって人気を博し、放送期間を半年から1年に延長、劇場版も製作され、後にこの作品自体も『高橋名人のBUGってハニー』としてゲーム化された。
ドラゴンクエストシリーズ
アニメ『ドラゴンクエスト』、漫画『DRAGON QUEST -ダイの大冒険-』の他、ドラマCDや小説など多数のメディアミックス展開が行われている。また、制作社（エニックス→現スクウェア・エニックス）で出版部門を持っていることもあり、多くの作品が自社展開していることが多い。
銀河お嬢様伝説ユナ
作品自体は1992年に発売された原作が存在しないハドソンオリジナルのデジコミで、ギャルゲーの草分け的存在だったが、メディアミックスが本格化するのはギャルゲーブームにあたる1995年から1997年までにかけてが最盛期で、原作の発売元であるハドソン、キングレコード、メディアワークスが中心となっていた。その間、ゲーム版の続編、ラジオドラマ、CDドラマ、OVAが展開され、真っ只中に発売以来再生産されず、プレミア価格が付いていた第1作が本格的に再生産され、セガサターンでもリメイクされた。OVA『悲しみのセイレーン』はノベライズ、PC-FXによる殆どの映像を流用したゲームも展開された。ゲーム版の『3』は、OVA『深闇のフェアリィ』の時系列上における続編である。
ときめきメモリアルシリーズ
ライトノベル、OVA、ドラマCD、実写での映画化、更にゲーム本編とは別に投票で人気の高かったキャラクターをヒロインにした「ドラマシリーズ」と銘打たれたサイドストーリーもゲームとして出ている。また、キャラクターが実際に歌手デビューし、話題となった。特に藤崎詩織の人気が高かった。
サクラ大戦シリーズ
小説、TVアニメ、OVA、アニメ映画、ドラマCD、漫画、歌謡ショウなど。
ポケットモンスター
アニメ版を始めとして、漫画、アニメ映画、トレーディングカードゲーム、ラジオドラマなどさまざまな商品展開がなされている。公式ライセンス商品は3500アイテム。また、主要都市にグッズ専門店を展開しているのも特長である。海外を含めた世界市場での定着と、兆単位にもおよぶ他に類を見ない巨大市場の形成と理想的な成長例（2011年現在は3.5兆円市場）から、経済情報誌などではキャラクターフランチャイズの成功例として上げられることが多い。
バイオハザードシリーズ
映画版バイオハザードが世界中で大ヒット。監督・脚本のポール・W・S・アンダーソンと主演のミラ・ジョヴォヴィッチは共に原作の大ファンであり、自ら望んで本作に携わったとされる。また、ゲームを原作とした小説版も出版されている。
SIREN
映画版『サイレン 〜FORBIDDEN SIREN〜』が、堤幸彦監督により2006年2月11日東宝洋画系公開。また、ゲーム・映画のアナザーワールドとして漫画版『サイレン 〜ETERNAL SIREN〜』がある。
トゥームレイダー
アンジェリーナ・ジョリー主演で映画化されている。
逆転裁判
漫画、小説、テレビドラマ、実写映画、アニメ化され、宝塚歌劇団が海外版を基に舞台化もされた。
ケータイ少女
漫画化・小説化・テレビアニメ化・テレビドラマ化がなされ、アニメ版を基にラジオ番組・ドラマCD・パチスロも作られた。
2005年に配信が開始されたジー・モードの携帯電話用アプリゲーム（以下携帯電話ゲーム）が原作で、当作が属し、ギャルゲーバブル世代を中心とした恋愛シミュレーションゲームのユーザーを呼び戻すことに成功したということもあり、携帯電話ゲームでは珍しめの多角的なメディアミックスを行っていた。原作の携帯電話ゲームも外伝作品が多数存在する。
テレビアニメ版を手掛けたマーベラスもスマートフォンの普及がきっかけで弱体化したジー・モードを買収し、子会社化した上でゲーム機向け作品の展開を本格化させている。そのため、ジー・モードおよびG-MODEの商標権や作品の知的財産権はマーベラスが取得した後に二代目法人に移動している。
レベルファイブ開発のゲーム作品群
レイトンシリーズ、イナズマイレブンシリーズ、ダンボール戦機、妖怪ウォッチ、スナックワールド、メガトン級ムサシらを「クロスメディアプロジェクト」と銘打ち、漫画・TVアニメ・劇場版アニメや各メディア連動の玩具などを同時展開している。アニメ版はどの作品であってもOLM（一部作品除く）、電通、小学館集英社プロダクションが製作に関与している。

#### ライトノベル（小説）が原作
漫画化・アニメ化・ドラマ化・ゲーム化・映画化など。特に1990年代以降メディアミックス展開の中心核となり、アニメ業界と強力なコネクションを築いた角川ホールディングス系列の各出版社のレーベルから刊行されているジュブナイル・ライトノベルの作品については、人気が出れば即アニメ化・漫画化という形で直結する傾向が強い。
また、脚本家兼小説家であるあかほりさとるや、様々なジャンルの作品で原作を手掛けるマルチクリエイターの広井王子に代表される様な、ライトノベル・テレビアニメ・テレビゲームなど複数の業界に多岐にわたるコネクションを持つ人物が、小説形式で原作を担う場合、当初からライトノベルのシリーズの企画と各種メディアミックスの企画が平行して進められてゆくこともある。
時をかける少女
1972年のNHKの少年ドラマシリーズの『タイム・トラベラー』を皮切りに1983年、1997年、2010年の映画版、『続 タイムトラベラー』や1985年、1994年、2002年、2016年のテレビドラマ版、2006年のアニメ映画版と世代を超えて製作され、日本のメディアミックスの元祖のように取り上げられることも多い。漫画、舞台、オーディオドラマ、楽曲と、幅広い媒体にも進出した。なお、ストーリーの面では各作ともばらつきがあり、特に2010年の映画版はタイムトラベル物と、他作品と大きく異なる。600年後の未来から来たボーイフレンドが鍵を握るということが全メディアミックス作品の共通点である。1983年の映画版におけるストーリーをセルフノベライズした作品として、『シナリオ・時をかける少女』がある。
女神転生シリーズ
複雑なブドウ繋ぎメディアミックスの代表格で、西谷史の小説『デジタル・デビル・ストーリー』シリーズを基にOVA『デジタル・デビル物語 女神転生』、日本テレネットから発売されたPCゲーム版の『デジタル・デビル物語 女神転生』、ファミリーコンピュータで発売されたコンシューマーゲーム版の『デジタル・デビル物語 女神転生』（アトラス開発・ナムコ発売）が原作直結のメディアミックス作品である。
特にナムコ・アトラスのコンシューマーゲーム版はモンスターにあたる部分を悪魔に改変したロールプレイングゲーム作品で、登場する悪魔を「仲魔」としてパーティーに加えられるシステムや、2体の仲魔を合成して別の仲魔に変える悪魔合成に、大半の悪魔は世界中の神話に登場するキャラクターがそのまま使われているというゲーム作品の大筋となるシステムを確立させた。大成功を収めたため、直接の続編は『デジタル・デビル物語 女神転生II』のみだが、それを2作にまとめてリメイクしたものに『旧約・女神転生』がある。派生シリーズとして『真・女神転生シリーズ』、『ラストバイブルシリーズ』、『デビルサマナーシリーズ』、『ペルソナシリーズ』があり、特に『ペルソナ3』以降のペルソナシリーズは登場人物も売り込むキャラクターゲームとしての戦略を敷き、作品毎に製作されるテレビアニメ版など、多数のメディアミックス作品を送り出した。『真・女神転生』のジャックフロストや、『ペルソナ4』のクマはアトラスのマスコットとなるほどの人気キャラクターとなる。
アトラス版は小説『クォンタムデビルサーガ』の他、ドラマCDや漫画など多数のメディアミックス展開が行われている。
スレイヤーズ
漫画・アニメ・テーブルトークRPG・コンピュータRPG・音楽など様々に展開されている。サブカルチャーのビジネスモデルを完成させたことから、『新世紀エヴァンゲリオン』と並ぶ、日本アニメビジネスにおいても重要な位置づけを持つ作品である。
セイバーマリオネット、爆れつハンター、MAZE爆熱時空
あかほりさとるによる三作同時展開のメディアミックス企画。直近のスレイヤーズを始め、従来は「売れた作品」「評価された作品」に対して、二巻目以降などからメディアミックスが追随する展開であったが、本作では最初から意図的に三作同時のメディアミックス展開を行い、相乗での宣伝効果を得ることを目的としていた。
また、当時はメディアミックスのいわゆる旗振り役が存在せず、あかほりさとる個人が関係各所との関係を繋ぐ形で旗振りをしていたとの事。総体としての収支管理もされていなかった。
魔法ワールド（ハリー・ポッターシリーズ、ファンタスティック・ビーストシリーズ、ホグワーツ・レガシー）
原作となる『ハリー・ポッター』シリーズ8作に、スピンオフ作品『ファンタスティック・ビーストシリーズ』が映画化されている。ゲーム作品も多く発売されている。
シャングリラ・フロンティア〜クソゲーハンター、神ゲーに挑まんとす〜
小説投稿サイト「小説家になろう」が原作の小説。通常であればこのようなオンライン小説は書籍化されてから漫画化（コミカライズ化）されることが多いが、本作は書籍化が頓挫し、漫画化のみされるという展開となった。

#### 映画が原作
漫画化・ノベライズ・ゲーム化など。
ゴジラシリーズ
1954年に公開された第1作が日本製怪獣映画の先駆けで、940万人という当時の邦画観客動員数の最高記録を打ち立て、オリジナル新撮影像を加えた上で海外にも輸出され、世界的な人気の礎を築いた。海外版も『怪獣王ゴジラ』のタイトルで逆輸入公開された。
続編も昭和後期やミレニアムシリーズを除けば総じて人気が高く、特に『キングコング対ゴジラ』（1962年）はシリーズ最高の1255万人の観客動員数を持っている。シリーズグループも1975年の『メカゴジラの逆襲』までの昭和シリーズ、『ゴジラ (1984年の映画)』から1996年の『ゴジラvsデストロイア』までの平成シリーズ、『ゴジラ2000 ミレニアム』（海外先行）から『ゴジラ FINAL WARS』（2004年）までのミレニアムシリーズに分類される。2016年の『シン・ゴジラ』以降は単独作品で、2023年の『ゴジラ-1.0』まで日本製だけで30作にまでおよぶ。ハリウッド版も『GODZILLA』（1998年）や、ゴジラとコングを中心に据えたワーナー・ブラザース、レジェンダリー・ピクチャーズの『モンスターバース』がある。
作品数の多さや世界的人気を定着させたため、映画以外のメディアミックスも活発で、ゲーム作品が一番多く、小説、漫画、バラエティ番組、アニメーション作品と、多岐に渡る。
スター・ウォーズシリーズ
映画関係者以外の者によって作られた小説が、多く出版された。非公式の設定であるため、原作である映画とストーリーが矛盾する物も多数存在する。また、『エピソードII』と『エピソードIII』の間の話となるアニメ『スター・ウォーズ/クローン・ウォーズ』という作品がある。こちらのストーリーは公式設定である。ゲームソフトも発売されており、外部委託作品の他、権利と世界観を厳守するために公式にルーカススタジオで制作されたものも多い。
七人の侍
ハリウッドが同作品を西部劇にアレンジした映画に『荒野の七人』がある。
2004年に映画公開50周年を記念して『SAMURAI 7』としてアニメ化された。更にアニメ版は小説化もされた。ゴマブックスより刊行。全7巻。

#### 玩具・模型がモチーフ、もしくは設定を流用
同時進行で展開されたケースも含む。
ゾイド
1982年にトミーが展開を開始したSFプラモデルのシリーズが原作。当時からジオラマ、漫画、ゲームなどのメディア展開は行われていたが、テレビアニメ化が実現したのは、その複雑なデザインを表現可能な3DCGが年を追う毎の最大ポリゴン数増加による各種映像作品への応用に達した1999年に製作した『ゾイド -ZOIDS-』である。1990年代前期の人気終息後、長らく展開休止状態にあったが、同作の製作に端を発したのを機に原作シリーズも同時進行の形で展開を再開され、その後も原作の商業展開に合わせて様々なテレビアニメシリーズやメディア作品が作られている。
ミニ四駆
タミヤから展開する四輪駆動の競技用電動自動車模型であり、それを基にしたゲーム作品（レーサーミニ四駆 ジャパンカップなど）や児童向け漫画作品が多数作られ、それに登場した車体を実際のミニ四駆として逆展開されたが、そのうち、第一次ブームを牽引した『ダッシュ!四駆郎』と、第二次ブームを牽引した『爆走兄弟レッツ&ゴー!!』がテレビアニメ化された。前者は広告代理店の意向で予定通りの放送終了を迎えた結果、第一次ブームの終息に直接繋がったこともあり、後者は小学館プロダクション自体が広告代理店としての性格を兼ねた戦略を採り、ブームが終息するまで放送を続けたこともあり、この試みは成功し、ゲーム、ドラマCD（爆走兄弟レッツ&ゴー!!GIRL）、玩具、菓子、文房具といった多数の数珠繋ぎ作品を世に送り出した。
アサルトリリィ
アゾンインターナショナルが2015年から展開するアニメフェイスのドールシリーズを基に、ブシロードの手によってメディアミックスに発展させたもの。キャラクターボイスにBanG Dream!シリーズで発掘した声優陣が多く起用されている。原作シリーズとメディアミックス版（全作共通）とで別々のロゴタイプを用いる。
赤い光弾ジリオン

ミクロマン・マグネパワーズ

トランスフォーマー (2007年の映画)

ゴールドライタン

新幹線変形ロボ シンカリオン
タカラトミーがジェイアール東日本企画や小学館集英社プロダクションと協力した3社原案によるプロジェクトとして、2015年に発売された新幹線車両がリアルなロボットに変形するスタイルのプラレールにおけるサブシリーズが原作。2018年から放送されたテレビアニメ以降では原作玩具から設定やデザインが一新され、2019年には劇場版アニメも公開された。漫画化、アーケードゲーム化もされている。

#### 絵本が原作
それいけ!アンパンマン
1973年から展開された「アンパンマン」の絵本シリーズ（やなせたかし・フレーベル館）を基に、4歳位までの乳幼児をターゲットとして1988年に日本テレビ系列でテレビアニメ化されたもの。アニメ映画や子供番組（『それいけ！アンパンマンくらぶ』（BS日テレ））も作られた。日本で製作された幼児向けアニメとしては一番長い歴史を誇る。国内で最も多種の展開がされている版権の一つ。
主な収入源の玩具関連は、一社独占展開が主体の子供向けアニメとしては珍しく、アガツマ（「ピノチオ」ブランド）を筆頭に、バンダイ、トーホー→ジョイパレット、セガ・エンタープライゼス→セガトイズの4社が合同で「アンパンマン会議」という合弁販売組織を放送開始当初から起こしており、パッケージデザインも全社で共通化されている。
Suicaのペンギン
坂崎千春のペンギンシリーズに登場するキャラクターをJR東日本の交通系ICカードであるSuicaのマスコットにしたもののため、著作権表記の最前列に坂崎の名が来るようになっている。
元々広告媒体のキャラクターに過ぎなかったが、局地的な社会現象を着に当該キャラクターをJR東日本や、広告を制作した電通が著作権を管理するようになったのを機に正式なマスコットとなったため、2004年から通常デザインのSuicaカードに登場するようになった。知名度が低く、JR東日本や電通が著作権を管理されていない原作シリーズの知名度向上に一役買うようになった。

#### ラジオドラマが原作
君の名は
1952年 - 1954年にNHKラジオで放送された恋愛物のラジオドラマが原作で、放送時間には銭湯から女性が消える程高い人気を誇った。小説・舞台化や、1953年 - 1954年に三部作に分けて木下惠介監督の下、松竹系で映画化された。特に映画版はストーリーを分けて製作したシリーズ物映画の走りともいえる。大分経った頃の1991年度には連続テレビ小説でテレビドラマ化され、2クール入れ替え制となった1975年度以降で数少ない1年完結物の朝ドラ（他は1983年度の『おしん』、1994年 - 1995年の『春よ、来い』のみ）となった。
火星物語
1994年 - 2000年にかけて放送されたラジオドラマ。1998年に、漫画・ゲーム・小説と他媒体に進出している。

#### 雑誌連載が原作
ロードス島戦記シリーズ、及びフォーセリアを舞台にした派生作品群
元々はパソコン雑誌『コンプティーク』におけるテーブルトークRPGの紹介記事としてグループSNEメンバーによるゲームリプレイ形式で公開されたものがベースで、小説としてシリーズ化され、後にアニメ化・ゲーム化・漫画化等が行われた。またこれらの作品の舞台となるフォーセリアという架空世界はグループSNEによる地理や歴史や神話・宗教や生態等の作り込みが念入りに行われており、派生作品のみならずTRPGの舞台としても使えるようシェアワールド化された。
電撃G's magazine連載の企画
誌上で行う読者参加企画から派生してメディアミックス作品を展開することが多い。著名なものとしては当誌で企画として連載されたものをベースに漫画・小説・テレビアニメ・映画・ゲームなど多数の媒体に進出した『シスター・プリンセス』（1999年 - 2003年）、『ラブライブ!シリーズ』（2009年 - ）などがある。
特に後者に関しては、2022年の休刊以降も続くほど社会現象級の人気企画であり、「ラブライバー」と呼ばれる熱狂的ファンを生み出し、『ラブライブ!サンシャイン!!』はラブライバーの訪問（聖地巡礼）を当て込んで舞台となった沼津市が公式に地域おこしをするまでに至った。それ以降に出した同作専門の増刊も専らこのシリーズの専門誌であり、「電撃ラブライブ!」や「LoveLive!Days」などがある。後者は最末期に創刊され、休刊後は本誌の性格を丸々引き継いだものであり、本誌の復活ムックも雑誌コードの都合でLoveLive!Daysの増刊という逆のパターンを利用して発刊した。

#### 舞台演劇が原作
少女☆歌劇 レヴュースタァライト
2017年9月にミュージカルを初上演し、それを原作に位置付け、その主要キャストがそのまま声優を務める形でアニメやスマートフォン用ゲーム、あるいは漫画版等を展開している。

#### 特定の原作がないもの
禁断の黙示録シリーズ
ソニー・ビデオソフトウェア・インターナショナル（SVI）から発売されたOVA『クリスタル・トライアングル』を前編に、イマジニアから発売予定だったファミリーコンピュータ用ゲームソフト『聖書（バイブル）1999』を後編としたものであり、当初からこの戦略だった。前者作品は無事に発売されたが、後者作品はディスクシステムからロムカセットに変更した挙句、発売予定日延期を繰り返した末に発売中止となっている。その戦略のため、前者作品のVHSとレーザーディスク版には後者作品の宣伝が入っていたが、後者作品の発売中止後で、自動的に権利を引き継いだ企業のアニプレックスから発売されたDVD-Video版以降は後者作品の宣伝が削除された。
機動警察パトレイバー
OVAを皮切りに、漫画連載や小説、映画・ゲーム作品などを並行展開するという当時としては珍しいメディアミックスを展開した先駆的作品。基本設定等は共有しているものの、漫画のアニメ化やアニメの漫画化という関係にはない。
.hack
2002年1月に連載開始した漫画『.hack//黄昏の腕輪伝説』をはじめとして、4月にアニメ『.hack//SIGN』、6月にゲーム『.hack』、10月にライトノベル『.hack//AI buster』と短期間に複数のメディアから立て続けに作品が公開された。Project .hackの名の下で当初からゲームを中心としたメディアミックスを前提に構成されており、2002年以降の第1期、2006年以降の第2期、2010年以降の第3期に大分される。特に第1期においては、異なるメディア間で複雑に絡み合う物語を解き明かすことをセールスポイントとしていた。
Tokyo 7th シスターズ
2014年2月にiOS向けアプリゲームとして配信開始した『Tokyo 7th シスターズ』をプロジェクトの第一弾として、その後、楽曲・ライブ、さらには小説・漫画と他媒体での展開も広げている。2017年にはアニメーションMVを発表する形でアニメーション化プロジェクトも始動した。一番更新頻度が高いアプリゲームを原作とみなすことも可能ではあるが、2017年現在、プロジェクトの原作者が総監督としてメディア展開全てに関わっているため、更新されていくプロジェクトすべてを「原作」と考える方が妥当である。
けものフレンズ
2015年にゲーム配信が最初にスタートし、その後漫画・テレビアニメと他媒体に進出しているが、あくまでゲーム・漫画・テレビアニメは同時に並行して企画が進められたため、ゲームが原作ではなくプロジェクトそのものが原作となっている。
BanG Dream!プロジェクト
ブシロードが2015年に発表したメディアミックス自体を原作とし、漫画及び小説作品がストーリー上における原作となっている。アニメ、ゲーム、漫画、声優陣が実際に演奏するリアルライブなどを展開している。本作は、ブシロードグループ全体におけるIPの売上高トップとなっており、アプリゲームのユーザー数も国内で1000万人を超えている。原作となった漫画及び小説作品とそれ以降の作品とでは世界観・各種設定が異なるが多くの要素が引き継がれている。原作漫画・小説以降に展開される作品の世界観設定・シナリオはアニメ・ゲーム・漫画のシナリオライター陣が連携し、繋がりのある連動した設定・ストーリーを展開している。
ブラックチャンネル
Plott制作の簡易アニメ動画YouTubeチャンネルと、月刊コロコロコミック掲載の漫画作品との同時進行によるもので、このプロジェクト自体が原作である。きさいちさとしがキャラクターデザインと漫画作品の執筆を担当した。このプロジェクトのIPはPlottにあるため、それ以降、コロコロコミックには『テイコウペンギン』等の他チャンネルキャラが客演するようになっている。基本的に両者ともストーリーこそ別々だが、片移動もあり、Plottがお家芸とした不定期にアップロードされるストーリー編（他チャンネルでも実施されている）は、漫画作品を原作としている。

#### その他
アニメショップのマスコットキャラから派生しメディアミックスした物もあり、ブロッコリーが展開する「ゲーマーズ」の『デ・ジ・キャラット』とアニメイトの『アニメ店長』がある。前者はブシロードの設立者で、『ミルキィホームズ』・『カードファイト!! ヴァンガード』・『BanG Dream!』といった名作メディアミックスを数多く手掛けた木谷高明が最初に手掛けたメディアミックスであり、テレビアニメ化、アニメ映画化、ドラマCD化、漫画化、ライトノベル化している。ブシロードと共同でリメイクもなされた。後者はドラマCD化、漫画化、アニメ化しており、また『らき☆すた』に一部キャラクターが登場するなど他作品とのタイアップも果たしている。
現実のアイドルグループの活動と平行したメディアミックスもあり、2000年から2004年まで活動した『ミニモニ。』などがある。この頃はモーニング娘。の全盛期で、これらの人気が女児にまで行き届いたこともあり、最初から女児向けの姉妹グループとして作られ、女児の支持をミニモニ。に分散する狙いで結成された経緯がある。メディアミックスに使われているのは当時の小学館プロダクションが手掛けた2頭身に作られた海外のアニメーションをモチーフとしたキャラクターが主であり、アニメ作品は殆ど無く、キャラクターグッズを主に展開していた。漫画化やビデオゲーム化もなされた。